# Portugal i olympiska sommarspelen 1960
Portugal deltog med 65 deltagare vid de olympiska sommarspelen 1960 i Rom. Totalt vann de en silvermedalj.

## Medaljer

### Silver
- José Manuel Quina och Mário Quina - Segling.